# Franz Zeyringer
Franz Zeyringer (1920 – 2009) è stato un violista e storico della viola austriaco.
Alla carriera solistica come violista e a quella di insegnante di viola, Zeyringer affiancò quella di ricerca sulla storia dello strumento. Nel 1968 fondò, insieme a Deitrich Bauer, la Viola-Forschungsgellschaft, divenuta poi la International Viola Society (IVS), principale associazione violistica internazionale. Per i suoi contributi ricevette un riconoscimento speciale, la Golden Viola Clef, il 19 giugno 1988, e fu nominato presidente onorario della IVS il 10 febbraio 1989.
Zeyringer collaborò con l'archivio della IVS, il Primrose International Viola Archive, al quale donò la propria collezione di materiale. Intervenne in diverse edizioni dell'International Viola Congress e fu autore di diversi articoli e pubblicazioni di riferimento sulla viola, tra le quali la Literatur für Viola, edita del 1963 e ripubblicata in due edizioni aggiornate nel 1965 e nel 1976.

## Pubblicazioni
- Das Mensurproblem der Viola (1975)
- Literatur für Viola (3ª ed., 1976)
- Die Viola da Braccio (1988)